# Pylyp Budkivskiy
Pylyp Vyacheslavovych Budkivskyi (Kiev, Ucrania, 10 de marzo de 1992) es un futbolista ucraniano. Juega de delantero y su equipo es el F. C. Zorya Luhansk de la Liga Premier de Ucrania.

## Selección nacional
Ha jugado 6 partidos en los que no ha anotado goles con la selección absoluta de Ucrania. Formó parte del equipo que participó en la Eurocopa 2016.

### Participaciones en Eurocopas
| Copa          | Sede    | Resultado    | Partidos | Goles |
| ------------- | ------- | ------------ | -------- | ----- |
| Eurocopa 2016 | Francia | Primera fase | 0        | 0     |

## Clubes
| Club                                  | País    | Año       |
| ------------------------------------- | ------- | --------- |
| F. C. Shajtar Donetsk                 | Ucrania | 2011-2012 |
| F. C. Illichivets Mariupol (préstamo) | Ucrania | 2011-2012 |
| F. C. Illichivets Mariupol            | Ucrania | 2012      |
| F. C. Shajtar Donetsk                 | Ucrania | 2013-2019 |
| F. C. Sevastopol (préstamo)           | Ucrania | 2013      |
| F. C. Zorya Luhansk (préstamo)        | Ucrania | 2014-2016 |
| F. K. Anzhi Majachkalá (préstamo)     | Rusia   | 2016-2017 |
| K. V. Kortrijk (préstamo)             | Bélgica | 2017      |
| F. K. Anzhi Majachkalá (préstamo)     | Rusia   | 2018      |
| F. C. Sochaux (préstamo)              | Francia | 2018      |
| F. C. Zorya Luhansk                   | Ucrania | 2019      |
| F. C. Desná Chernígov                 | Ucrania | 2020-2021 |
| F. C. Polissya Zhytomyr               | Ucrania | 2022-2024 |
| F. C. Zorya Luhansk                   | Ucrania | 2024-     |